# 지옥의 49일
"지옥의 49일"은 1979년에 개봉한 대한민국의 영화이다.

## 캐스팅
- 윤일주
- 조혜진
- 현길수
- 임해림
- 장소희
- 신우철
- 최일
- 서정아
- 한태일
- 추석양
- 박소연
- 박종설
- 김기종
- 신영선
- 한국남
- 최성관
- 백수영
- 윤수홍
- 양일민
- 나정옥
- 정규영
- 박달
- 이정애
- 장일식
- 김월성
- 석인수
- 한명환
- 박복남
- 김애라
- 최재호
- 김수천
- 정미경
- 황건
- 최삼
- 임애심
- 박부양
- 이백
- 양춘
- 신동욱
- 박광진
- 김경란
- 김대현
- 임성포
- 조미심
- 권일수
- 곽건
- 한윤미
- 박희진
- 강영철
- 전향미
- 황춘수
- 이진영
- 김영희
- 서평석
- 최광수
- 김애자
- 이경우
- 오창윤
- 이경애
- 조성구
- 오주경
- 김범기
- 이완형
- 박세창
- 양규명
- 김욱
- 정창권
- 한영남
- 정영국
- 이재준
- 전용순
- 김동욱
- 호억철
- 한소룡 (특별출연)